# TOI-813
TOI-813 (även känd som TIC 55525572 och 2MASS J04504658-6054196) är en ensam stjärna belägen i mellersta delen av stjärnbilden Svärdfisken. Den har en skenbar magnitud av ca 10,32 och kräver ett teleskop för att kunna observeras. Baserat på parallax enligt Gaia Data Release 3 på ca 3,80 mas beräknas den befinna sig på ett avstånd av ca 858 ljusår (ca 263 parsec) från solen. Den rör sig bort från solen med en heliocentrisk radialhastighet av ca 1,2  km/s.

## Egenskaper
TOI-813 är en gul till vit ljusstark underjättestjärna av spektralklass G0 IV. Den har en massa av ca 1,3 solmassa, en radie av ca 1,9 solradie och utsänder energi från dess fotosfär motsvarande ca 4,2 gånger solen vid en effektiv temperatur av ca 5 900 K.

## Planetsystem
Stjärnan har en känd exoplanet, TOI-813 b, en Neptunusliknande gasjätte.
| Planet | Massa | Halv storaxel (AE) | Siderisk omloppstid (d) | Excentricitet | Inklination       | Radie          |
| ------ | ----- | ------------------ | ----------------------- | ------------- | ----------------- | -------------- |
| b      | -     | 0,423+0,031−0,037  | 83,8911 +0,0027−0,0031  | 0             | 89,64 +0,24−0,27° | 6,71 ± 0,38 R🜨 |